# Aitvaras
Aitvaras – smok przynoszący bogactwo. Litewskie bóstwo/duch opiekuńczy domu, przedstawiany często w postaci czarnego ognistego koguta. Rodzaj istot powietrznych i ognistych przeciwstawianych Kaukai, czyli istot chtonicznych i wodnych. W XVII wieku Matthaeus Praetorius tak opisywał te różnice:
 Do naszych czasów Nadrawianie nazywają Kaukuczus również Barzdukkas, którym zarzucają kradzieże zbóż i dóbr wszelkiego rodzaju. Odróżniają je od Aitvars zwanego także Alf zwłaszcza:

- przez miejsce zamieszkania, ponieważ Barsdukkas żyją na ziemi, podczas gdy Aitvars mieszka pod ziemią;

- przez wygląd: Barzdukken przyjmują postać ludzką, natomiast Aitvars występuje pod postacią smoka lub olbrzymiego węża, którego głowa jest w ogniu;

- przez czyny: Bezzdukken nie wyrządzają żadnej krzywdy ludziom, których się trzymają (a nawet dostarczają im dóbr), z kolei Aitvars im szkodzi;

- przez pożywienie: Kaukuczen dostarcza się mleka, piwa i innych napojów, podczas gdy Aitvars należy ofiarować jedynie potrawy gotowane i pieczone, nowalie i dania, których nikt jeszcze nie kosztował